# Okręg wyborczy Belfast West
Okręg wyborczy Belfast West powstał w 1885 i wysyłał do brytyjskiej Izby Gmin jednego deputowanego. Okręg został zlikwidowany w 1918, ale przywrócono go ponownie w 1922. Okręg obejmuje zachodnią część miasta Belfast. Obecnie reprezentuje go (od 1983, z przerwą w latach 1992–1997) lider partii Sinn Féin Gerry Adams, który w 2010 z powodzeniem ubiegał się o reelekcję.

## Deputowani do brytyjskiej Izby Gmin z okręgu Belfast West
| Wybory | Deputowany                 | Partia |
| ------ | -------------------------- | --- |
| 1885   | James Horner Haslett       | Partia Konserwatywna |
| 1886   | Thomas Sexton              | 1886–1890 Irlandzka Partia Parlamentarna 1890–1892 Irlandzka Federacja Narodowa                                                  |
| 1892   | Hugh Arnold-Forster        | Partia Liberalno-Unionistyczna                                                                                                   |
| 1906   | Joseph Devlin              | Irlandzka Partia Parlamentarna                                                                                                   |
| 1918   | Okręg zniesiony.           | Okręg zniesiony. |
| 1922   | Robert Lynn                | Ulsterska Partia Unionistyczna                                                                                                   |
| 1929   | William Edward David Allen | 1929–1931 Ulsterska Partia Unionistyczna 1931 Nowa Partia                                                                        |
| 1931   | Alexander Browne           | Ulsterska Partia Unionistyczna                                                                                                   |
| 1943   | Jack Beattie               | 1943 Północnoirlandzka Partia Pracy 1943–1945 Niezależna Partia Pracy 1945–1949 Federacja Pracy 1949–1950 Irlandzka Partia Pracy |
| 1950   | James Godfrey MacManaway   | Ulsterska Partia Unionistyczna                                                                                                   |
| 1950   | Thomas Leslie Teevan       | Ulsterska Partia Unionistyczna                                                                                                   |
| 1951   | Jack Beattie               | Irlandzka Partia Pracy |
| 1955   | Patricia McLaughlin        | Ulsterska Partia Unionistyczna                                                                                                   |
| 1964   | James Kilfedder            | Ulsterska Partia Unionistyczna                                                                                                   |
| 1966   | Gerry Fitt                 | 1966–1970 Republikańska Partia Pracy 1970–1979 Partia Socjaldemokratyczna i Pracy 1979–1983 niezależny                           |
| 1983   | Gerry Adams                | Sinn Féin |
| 1992   | Joe Hendron                | Partia Socjaldemokratyczna i Pracy                                                                                               |
| 1997   | Gerry Adams                | Sinn Féin |